# Astragalus indistinctus
Astragalus indistinctus är en ärtväxtart som beskrevs av Dieter Podlech och Maassoumi. Astragalus indistinctus ingår i släktet vedlar, och familjen ärtväxter. Inga underarter finns listade i Catalogue of Life.